# Butoh
Butoh (舞踏 butō?) (de fapt Ankoku Butō, 暗黒舞踏, "dans al întunericului") este un stil de dans japonez de avangardă care se deosebește atât de dansul tradițional japonez cât și de dansul modern occidental.

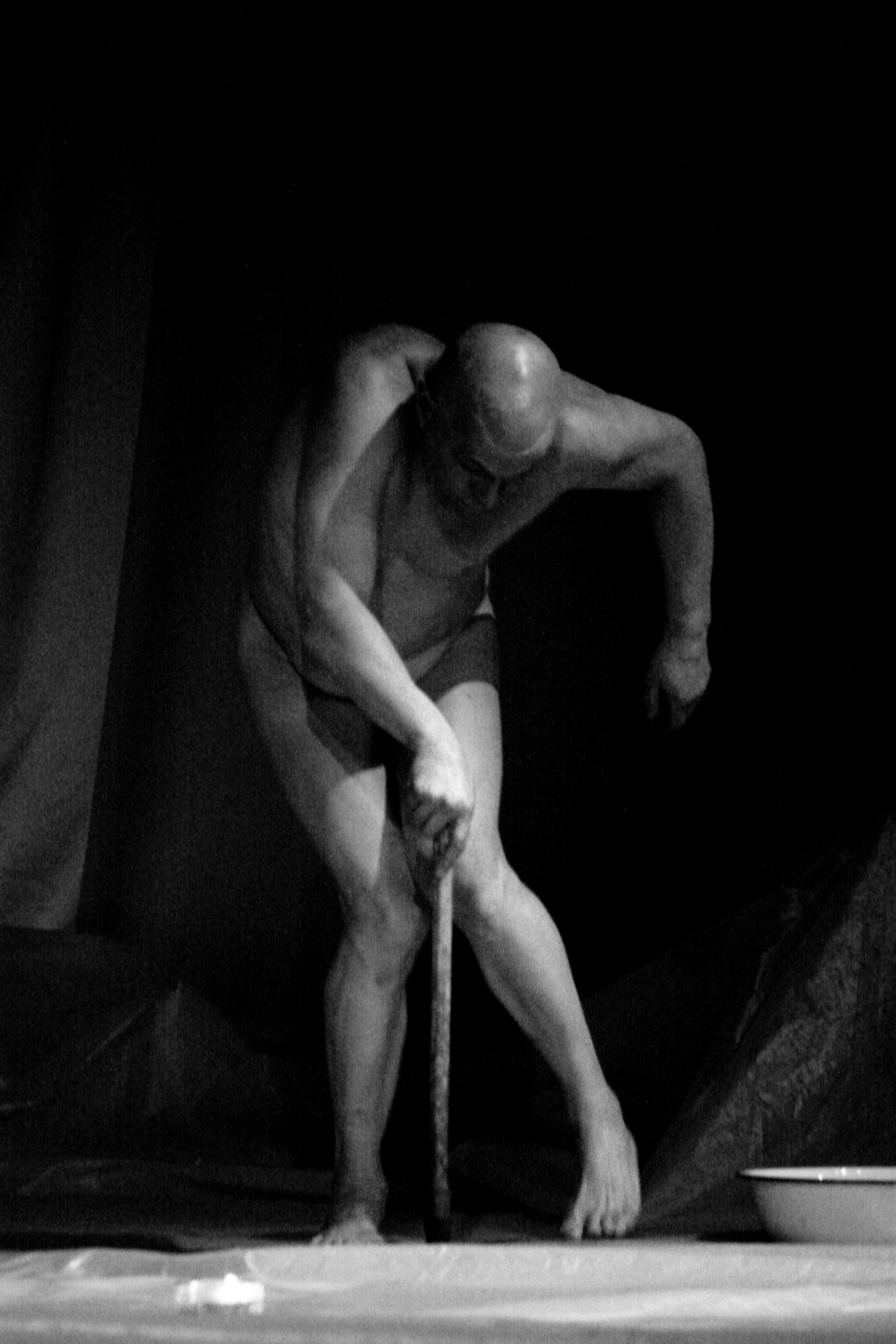
Dansator butoh

Își are începuturile după cel de-al Doilea Război Mondial, și se caracterizează prin abordarea temelor tabu, folosirea de imagini grotești, de decoruri absurde sau neobișnuite și mișcări lente, supercontrolate ale corpului.
Dansatorii sunt deseori aproape goi, au corpul vopsit în alb, iar bărbații au deseori capul ras.
Tatsumi Hijikata și Kazuo Ohno sunt considerați a fi părinții acestui stil de dans care a cunoscut prima mare popularitate odată cu protestele studențești de la sfârșitul anilor 1960.
Prima piesă butoh a fost Kinjiki („Culori interzise”) de Tatsumi Hijikata, care a avut premiera la un festival de dans în 1959. Piesa era inspirată de romanul cu același nume a lui Yukio Mishima și avea ca temă homosexualitatea. Nu este clar dacă acesta a fost motivul, sau faptul că piesa se termina cu ceea ce spectatorii au înțeles greșit că ar fi strangularea unei găini sau un act sexual cu ea, dar rezultatul a fost acela că Hijikata nu a mai fost invitat niciodată la festival.
Dintre trupele butoh cunoscute pot fi numite Dai Rakudakan (care are un stil teatral, de carneval) și Sankai Juku (cu un stil minimalist), iar dintre dansatorii individuali pot fi numiți Min Tanaka, Masaki Iwana, Teru Goi.